# Стрілянина в початковій школі Клівленда (Сан-Дієго)
Стрілянина в початковій школі Клівленда — шкільна стрілянина, яка сталася 29 січня 1979 року в початковій школі Гровера Клівленда в Сан-Дієго, Каліфорнія, США. Директор і опікун були вбиті; вісім дітей і поліцейський Роберт Робб отримали поранення. За стрілянину засудили 16-річну дівчину Бренду Спенсер, яка жила в будинку через дорогу від школи. Звинувачена як доросла через тяжкість злочину, вона визнала себе винною у двох пунктах: у вбивстві та нападі зі смертоносною зброєю. Засуджена до довічного ув'язнення з можливістю умовно-дострокового звільнення через 25 років.
Репортер зв'язався зі Спенсер по телефону, коли вона була ще в будинку після стрілянини, і запитав її, чому вона скоїла злочин. Як повідомляється, вона відповіла: «Я не люблю понеділки. Це оживляє день», що надихнуло Боба Гелдофа та Джонні Фінгерса на написання пісні Boomtown Rats I Don't Like Mondays.

## Бренда Спенсер
Бренда Енн Спенсер (народилася 3 квітня 1962) — ув'язнена американська вбивця, яка в 1979 році вчинила стрілянину в початковій школі Гровера Клівленда в об'єднаному шкільному окрузі Сан-Дієго в районі Сан-Дієго, Каліфорнія. Тоді вона жила в будинку через дорогу від школи. На момент стрілянини їй було 16 років, її зріст був 5' 2"» (157 см),а також яскраво-руде волосся. Після розлучення її батьків вона нібито жила в бідності зі своїм батьком Уоллесом Спенсером. Батько і дочка спали на одному матраці на підлозі вітальні в будинку, заваленому порожніми пляшками з-під алкогольних напоїв .
Знайомі сказали, що Спенсер висловлював ворожість до поліцейських, говорив про те, що застрелив одного з них, і говорив про те, щоб зробити щось велике, щоб потрапити на телебачення. Хоча Спенсер виявила виняткові здібності фотографа, отримавши першу премію на конкурсі Humane Society, вона загалом не цікавилася школою. Вона відвідувала середню школу імені Патріка Генрі, де один вчитель пригадав, як часто запитував її, чи не спить вона на уроці. Пізніше, під час аналізів, коли вона перебувала під вартою, було виявлено, що у Спенсер була травма скроневої частки мозку. Це пояснюється аварією на її велосипеді.
На початку 1978 року співробітники закладу для проблемних студентів, куди Спенсер направили за прогули, повідомили її батьків, що вона схильна до самогубства. Того літа Спенсера, який був відомий тим, що полює на птахів у цьому районі, заарештували за те, що він стріляв у вікна початкової школи Гровера Клівленда з пістолета BB, а також за крадіжку зі зломом.
У грудні психіатричне обстеження, організоване її офіцером пробації, рекомендувало госпіталізувати Спенсер до психлікарні через депресію, але її батько відмовився дати дозвіл. На Різдво 1978 року він подарував їй напівавтоматичну гвинтівку Ruger 10/22 22- го калібру з оптичним прицілом і 500 патронами. Пізніше Спенсер сказала: «Я попросила радіо і отримала гвинтівку». На запитання, чому він це зробив, вона відповіла: «Він купив гвинтівку, щоб я вбила себе».

## Стрільба
Уранці в понеділок, 29 січня 1979 року, Спенсер почала стріляти зі свого будинку по дітям, які чекали, поки 53-річний директор Бертон Регг відчинить ворота початкової школи Гровера Клівленда. Вона поранила восьмеро дітей; вона почала з дев'ятирічного Кема Міллера, оскільки він був одягнений у улюблений синій колір Спенсер. Спенсер застрелила Регга, коли він і вчитель Деріл Барнс намагалися допомогти дітям. Вона також вбила 56-річного опікуна Майка Сухара, коли той намагався витягнути студента в безпечне місце. 28-річний офіцер поліції Роберт Робб відгукнувся на виклик про допомогу під час інциденту, та був поранений у шию, коли прибув.
Подальших втрат вдалося уникнути лише тому, що поліція перегородила їй лінію вогню, поставивши сміттєвоз перед входом у школу.
Вистріливши тридцять шість разів, Спенсер забарикадувалась у своєму домі на кілька годин. Перебуваючи там, вона поговорила по телефону з репортером San Diego Union-Tribune, який навмання дзвонив на телефонні номери по сусідству. Спенсер сказала репортеру, що стріляла в школярів і дорослих, тому що: «Я не люблю понеділки. Це оживляє день». Вона також сказала поліцейським переговорникам, що діти та дорослі, в яких вона стріляла, були легкими мішенями, і що вона збиралася «вийти стріляти». Спенсер неодноразово нагадували про ці заяви на слуханнях щодо умовно -дострокового звільнення. Зрештою вона здалася та вийшла з дому, як повідомляється, після того, як учасники переговорів пообіцяли їй поїсти Burger King. Офіцери поліції знайшли пляшки з-під пива та віскі, розставлені навколо будинку, але сказали, що під час арешту Спенсер не була п'яна. Фотографії з місця злочину суперечать цим твердженням.

## Позбавлення волі
Спенсер пред'явили звинувачення як дорослій, і вона визнала себе винною у двох пунктах у вбивстві та нападі зі смертоносною зброєю. 4 квітня 1980 року, через день після її 18-річчя, її засудили до 25 років довічного ув'язнення. У в'язниці у Спенсер діагностували епілепсію, і вона отримувала ліки для лікування епілепсії та депресії. Перебуваючи в Каліфорнійському інституті для жінок у Чино, вона працювала ремонтуючи електронне обладнання.
Згідно з умовами її вироку, Спенсер отримала право на слухання, щоб розглянути її придатність до умовно -дострокового звільнення в 1993 році. Станом на 2022 рік Спенсер зазнала невдачі на шести слуханнях комісії з умовно-дострокового звільнення.
На своєму першому слуханні в 1993 році Спенсер сказала, що сподівалася, що поліція застрелить її, і що вона вживала алкоголь і наркотики під час злочину, хоча результати тестів на наркотики, зроблених під час її взяття під варту, були негативні. Під час слухання у 2001 році Спенсер стверджувала, що її батько піддавав її побиттям і сексуальному насильству, але він сказав, що ці звинувачення не відповідають дійсності. Голова комісії з умовно-дострокового звільнення сказала, що оскільки вона раніше нікому не розповідала про звинувачення, він сумнівається в їх правдивості. У 2005 році заступник окружного прокурора Сан-Дієго навів інцидент із самоушкодженням, який стався чотири роки тому, коли дівчину Спенсер випустили з в'язниці, як доказ того, що Спенсер була психотичною і непридатною для звільнення. Ранні звіти вказували на те, що Спенсер вписала слова «мужність» і «гордість» у власній шкірі; Під час слухання про умовно-дострокове звільнення Спенсер виправила це як «непрощенний» і «самотній».
У 2009 році комісія знову відхилила її заяву про умовно-дострокове звільнення та постановила, що пройде десять років, перш ніж її знову розглянуть. У серпні 2022 року Спенсер і Комісія з питань умовно-дострокового звільнення погодилися, що вона не підходить для умовно-дострокового звільнення та що вона не матиме права на наступне слухання ще протягом трьох років. Вона залишається ув'язненою в Каліфорнійському інституті для жінок у Чіно. Її наступна можливість для слухання про умовно-дострокове звільнення буде у 2025 році.

## Наслідки
Пам'ятну дошку та флагшток встановили в Клівлендській початковій школі в пам'ять про жертв розстрілу. Школа була закрита в 1983 році разом з дюжиною інших шкіл по всьому місту через зменшення кількості учнів. У наступні десятиліття його здавали в оренду кільком чартерним і приватним школам. З 2005 по 2017 рік тут розташовувалася Академія наук Магнолія, державна середня школа, яка обслуговувала учнів 6—8 класів. У 2018 році школу знесли, а табличка була перенесена на кут сусідньої вулиці.
17 січня 1989 року, майже через десять років після подій у початковій школі Гровера Клівленда в Сан-Дієго, сталася ще одна стрілянина в школі, яка за співпадінням називалася початковою школою Гровера Клівленда, на цей раз у Стоктоні, Каліфорнія. П'ятеро студентів загинули, тридцять отримали поранення. Крісті Буелл, яка пережила стрілянину 1979 року, сказала, що вона була «шокована, засмучена, нажахана» заголовками про стрілянину 1989 року.

## ЗМІ
Боб Гелдоф, тодішній вокаліст гурту Boomtown Rats, прочитав про цей інцидент, коли новини про це вийшли на телексі WRAS-FM, радіостанції кампусу Університету штату Джорджія в Атланті. Його особливо вразило твердження Спенсер, що вона зробила це тому, що не любила понеділки, і почав писати про це пісню під назвою I Don't Like Mondays. Він був випущений у липні 1979 року і був номером один протягом чотирьох тижнів у Сполученому Королівстві, а також став найбільшим хітом групи в їхній рідній Ірландії. Незважаючи на те, що він не потрапив до 40 найкращих у США, його все одно широко транслювали по радіо (за межами району Сан-Дієго), незважаючи на зусилля родини Спенсер запобігти цьому. Пізніше Гелдоф згадував, що «[Спенсер] написала мені, що „вона рада, що зробила це, тому що я зробив її знаменитою“, з чим жити не дуже добре». Спенсер заперечує будь-які контакти з Гелдофом.

### Книги
Книга 1999 року Babyface Killers: Horrifying True Stories of America's Youngest Murderers, написана Кліффордом Л. Лайнедекером, присвячує пролог Спенсер і згадує про її злочини в кількох розділах.
Книга 2008 року " Церемоніальне насильство: психологічне пояснення шкільної стрілянини " Джонатана Фаста аналізує стрілянину в Клівлендській школі та чотири інші випадки з психологічної точки зору.
У книзі 2022 року « Я НЕ ЛЮБЛЮ ПОНЕДІЛКИ» "Правдива історія першої американської стрілянини в сучасній школі " Н. Лі Ханта детально описує події до та після. Автор також ділиться думками самої злочинниці.

### Фільми і телебачення
Японсько-американський документальний фільм 1982 року «Вбивство Америки» описує цей інцидент. У британському документальному фільмі 2006 року «Я не люблю понеділок» знову повертаються до цієї справи.
Серіал Lifetime Movies «Діти-вбивці» випустив епізод Deadly Compulsion, який описує злочини Спенсера. Вперше вийшов в ефір 3 вересня 2014 року.
Мережа Investigation Discovery зобразила злочини Спенсер в одному з трьох випадків, представлених у прем'єрному епізоді 2 сезону кримінального документального серіалу «Смертоносні жінки» під назвою «Вбивці гострих відчуттів», дата першої трансляції: 9 жовтня 2008 року.

## Читати щее
- Hunt, N Leigh (2022). I DON'T LIKE MONDAYS The True Story Behind America's First Modern School Shooting (вид. 1st). Wild Blue Press. ISBN 978-1957288376.
- Böckler, Nils; Seeger, Thorsten; Sitzer, Peter; Heitmeyer, Wilhelm (2013). School Shootings: International Research, Case Studies, and Concepts for Prevention (вид. 1st). Springer Science+Business Media. ISBN 978-1-461-45526-4.

Стенограми слухань про умовно-дострокове звільнення:
- Brenda Spencer Parole Hearings. MurderHistorian.com. 1 лютого 2018.

Відео:
- Архівовано в Ghostarchive і Wayback Machine :40 Years Ago, Brenda Spencer Took Lives At Elementary School. San Diego Union-Tribune. 30 січня 2019.
- Архівовано в Ghostarchive і Wayback Machine :1993: Convicted school shooter Brenda Spencer speaks with San Diego's News 8 - PART 1. CBS 8 San Diego. 13 червня 2019.
- Архівовано в Ghostarchive і Wayback Machine :1993: Convicted school shooter Brenda Spencer speaks with San Diego's News 8 - PART 2. CBS 8 San Diego. 13 червня 2019.
- Архівовано в Ghostarchive і Wayback Machine :1993: Convicted school shooter Brenda Spencer speaks with San Diego's News 8 - PART 3. CBS 8 San Diego. 13 червня 2019.
- Архівовано в Ghostarchive і Wayback Machine :1993: Convicted school shooter Brenda Spencer speaks with San Diego's News 8 - PART 4. CBS 8 San Diego. 13 червня 2019.